# Arnaldo Faustini

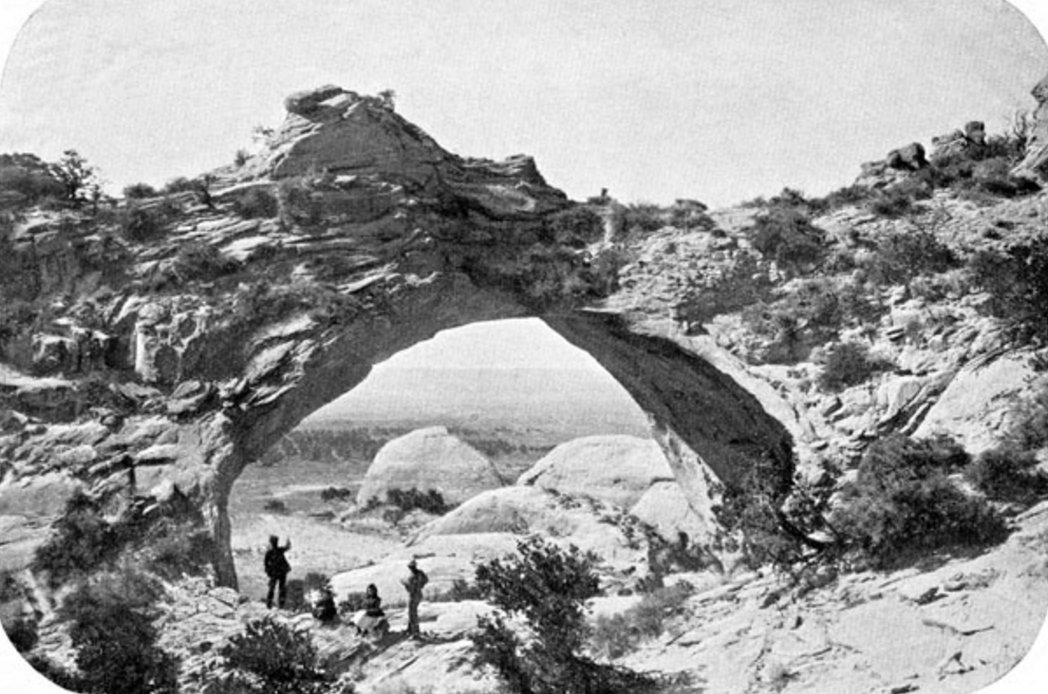
Imagen del Window Rock (Arizona), perteneciente a la obra inédita Catalogo Descrittivo di Ponti ed Archi Naturali (1918)

Arnaldo Faustini (Roma, 1872–San Rafael, 1944) fue un geógrafo polar, escritor y cartógrafo italiano. Es considerado por algunos como primer especialista antártico.

## Semblanza
Nacido en Roma,  obtuvo su doctorado en la Universidad de Roma a la edad de 21 años. Trabajó en un diario de Roma como editor científico.  Mostró un especial interés sobre la exploración de los polos, y publicó 19 libros sobre temas polares en italiano, así como numerosos artículos relacionados con la geografía.
Entre los exploradores polares, Faustini conoció personalmente a Roald Amundsen, Ernest Shackleton, Robert F. Scott, y Adrien de Gerlache, de la Expedición Antártica Belga.  Faustini tradujo al italiano desde el francés la crónica de la expedición de De Gerlache, y cartografió el mapa del área explorada por los belgas. En agradecimiento, De Gerlache le dio la bandera del barco de la expedición, el SS Belgica.
El explorador polar Augustus Greely invitó a Faustini a los Estados Unidos en 1915 para una gira de conferencias. Mientras visitaba la Universidad de Columbia, conoció a Amelia Del Colle, con quien más tarde se casaría.
Sus intereses eran muy amplios. En un inédito manuscrito de 1918 titulado Catalogo Descrittivo di Ponti ed Archi Naturali ("Catálogo Descriptivo de Arcos y Puentes Naturales”), Faustini escribió: "Completado bajo cada punto, para una futura publicación eventual – texto, croquis topográficos, ilustraciones, contenidos, índices, etc., del que pienso que podrá ser mi trabajo más grande de geografía física." Consumado polígloto, dominaba fluidamente el francés, el inglés, el español y el ruso; y entendía el griego.

## Eponimia
- El cráter lunar Faustini lleva este nombre en su memoria.
- Sus escritos sobre el Ártico y la Antártida se muestran en el "Faustini Room" del Museo Polare (Museo Polar) en Fermo.